# Dolmeny Bois des Géantes
Skupina sedmi neolitických kamenných staveb - dolmenů nazývaných Bois des Géantes se nalézá nedaleko od městečka Bourg-Saint-Andéol v departementu Ardèche. V těsné blízkosti dolmenů vede kamenitá lesní cesta odbočující ze silnice D 358 vedoucí z Bourg-Saint-Andéol do obce Bidon. První dolmen se nalézá asi 500 m od silnice a zbývající dolmeny jsou vzdáleny dalších 500 m.

## Fotogalerie

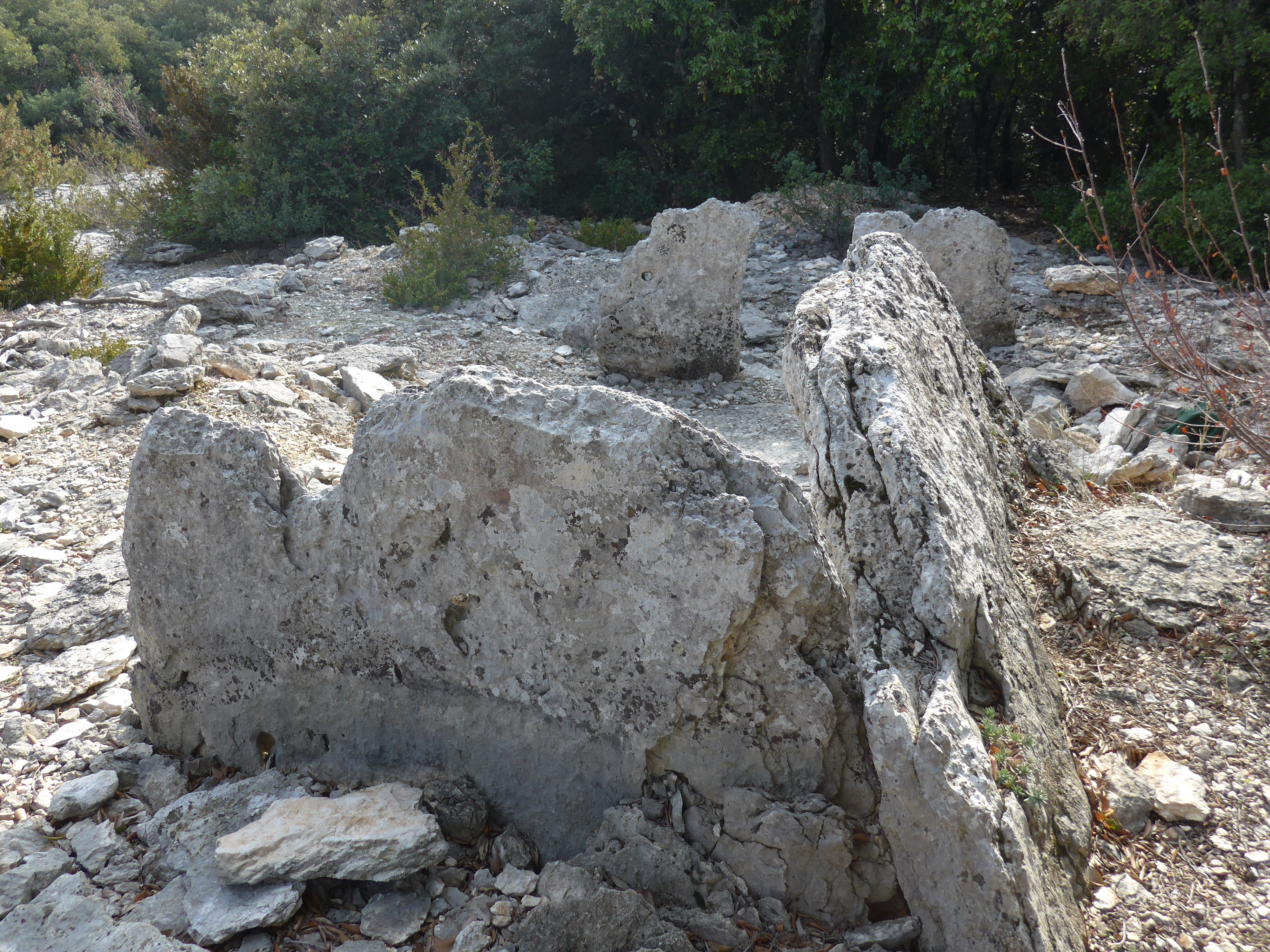
Dolmen du Bois des Géantes no. 1
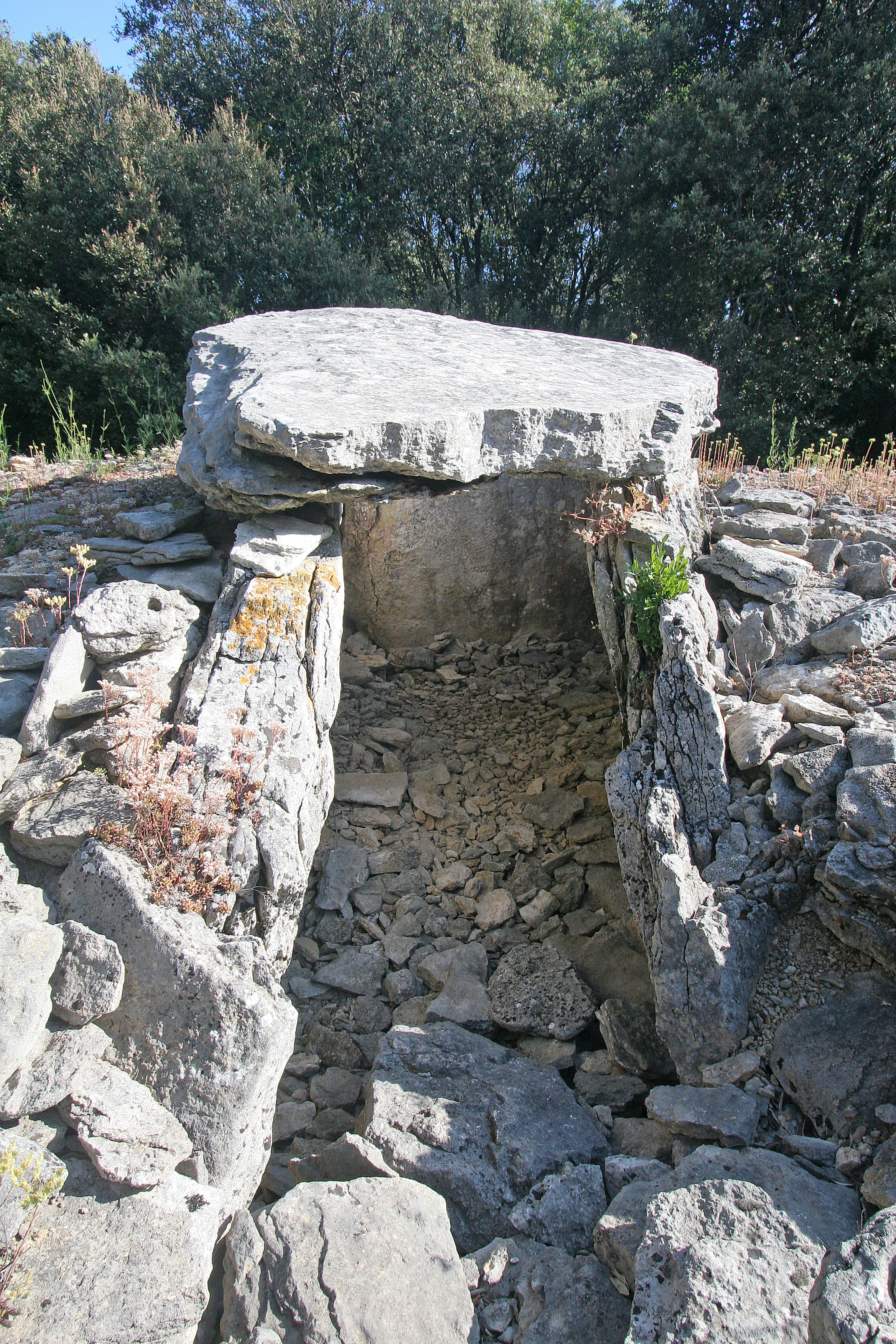
Dolmen du Bois des Géantes no. 2
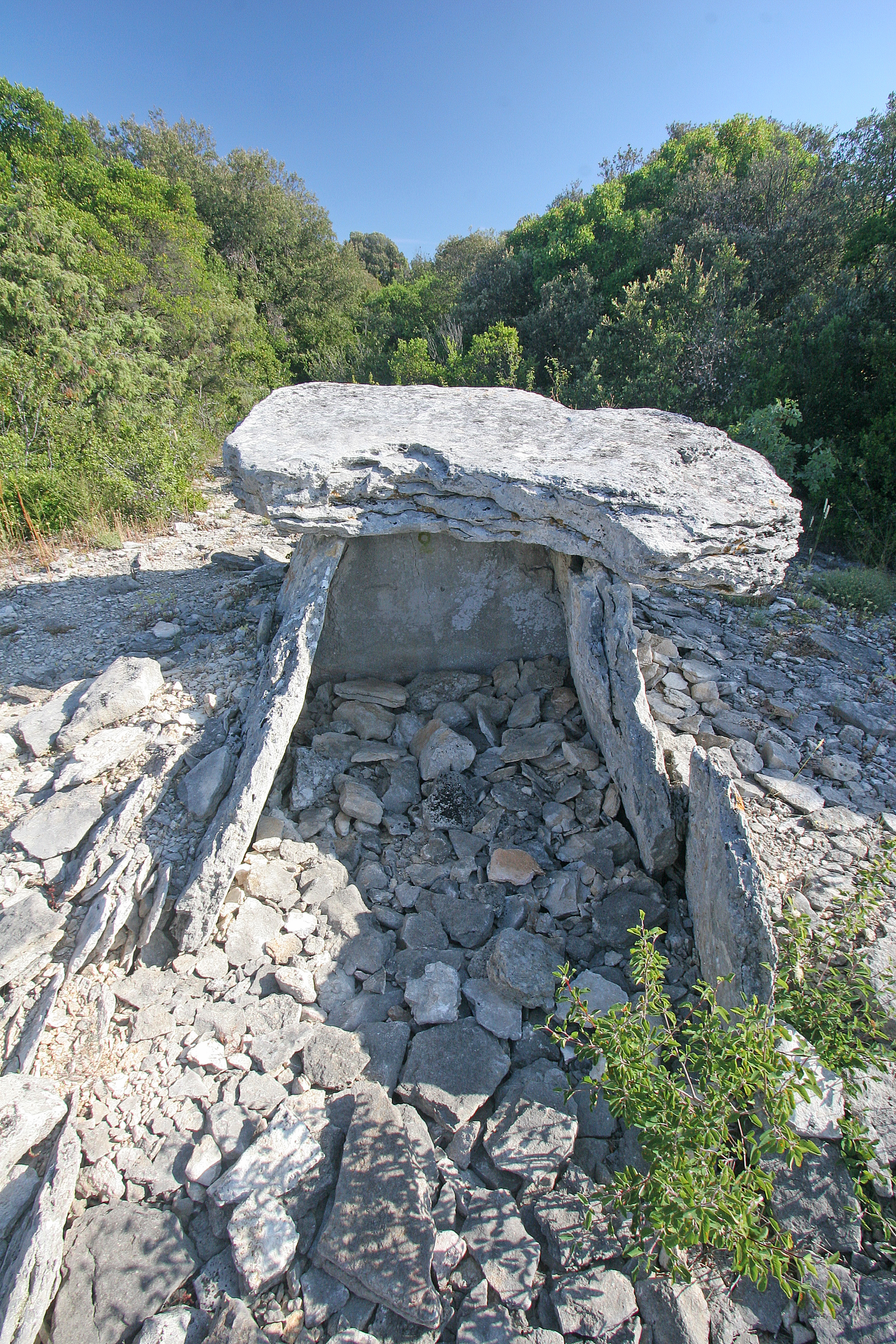
Dolmen du Bois des Géantes no. 3
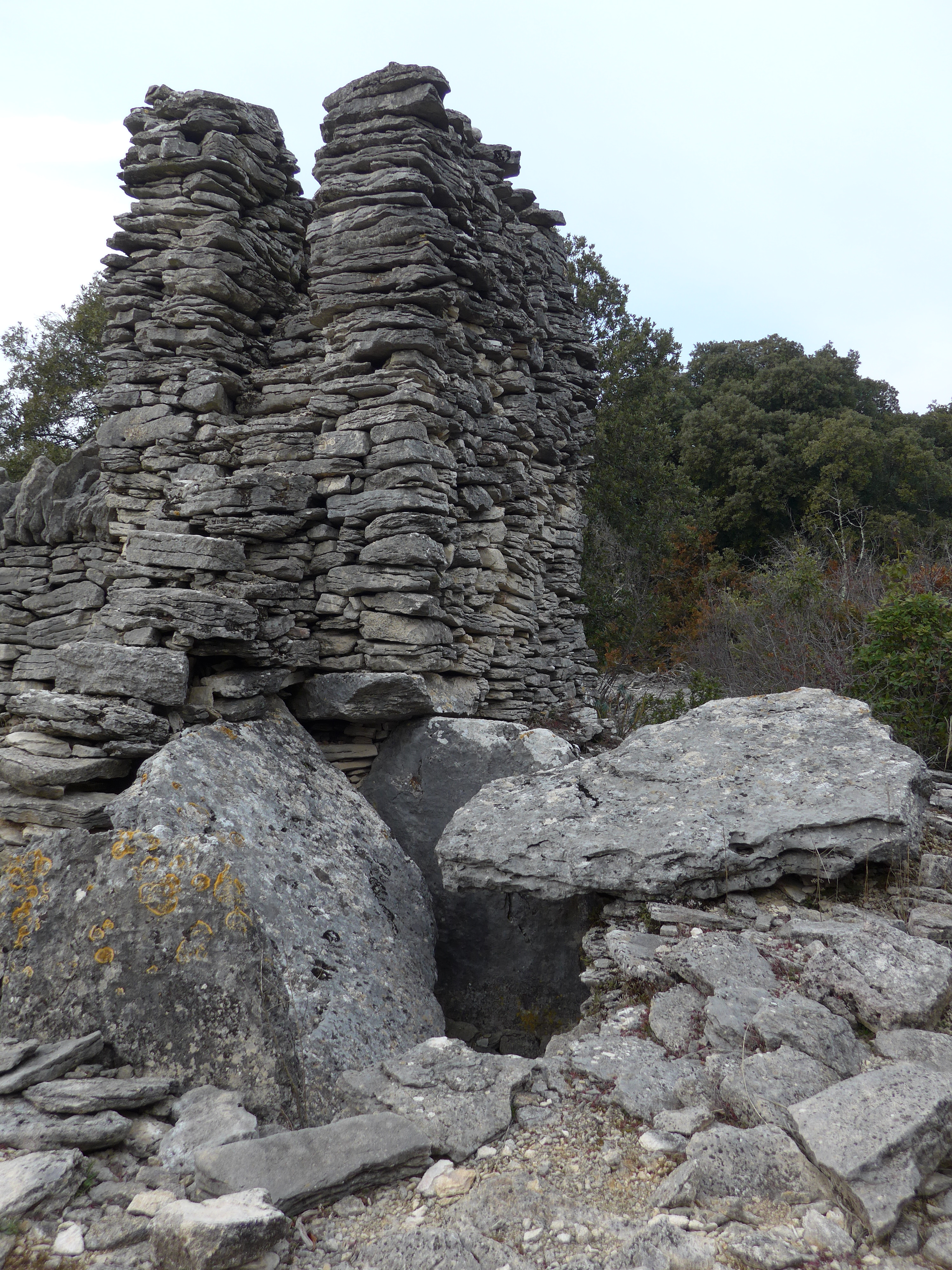
Dolmen du Bois des Géantes no. 4
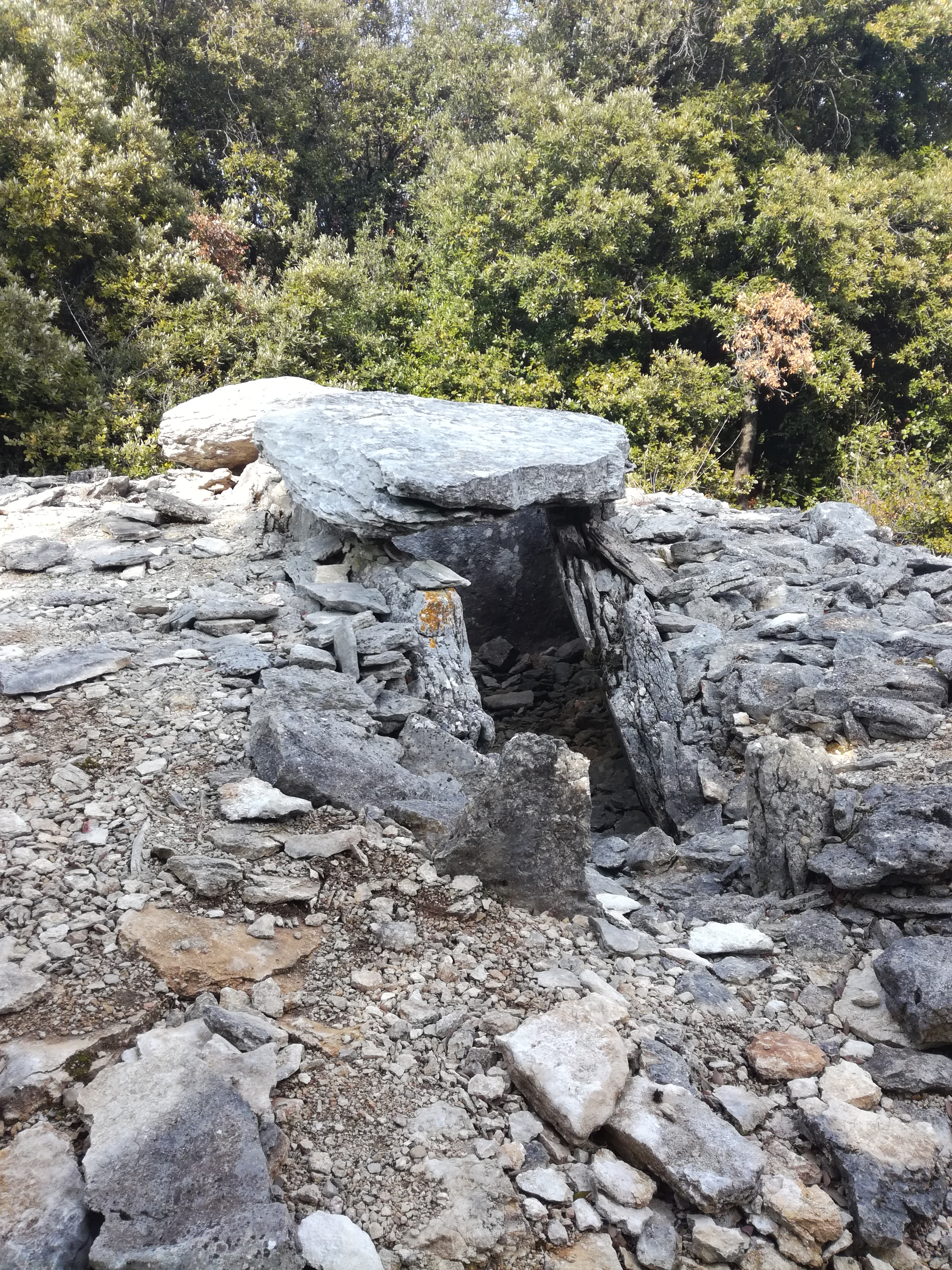
Dolmen du Bois des Géantes no. 5
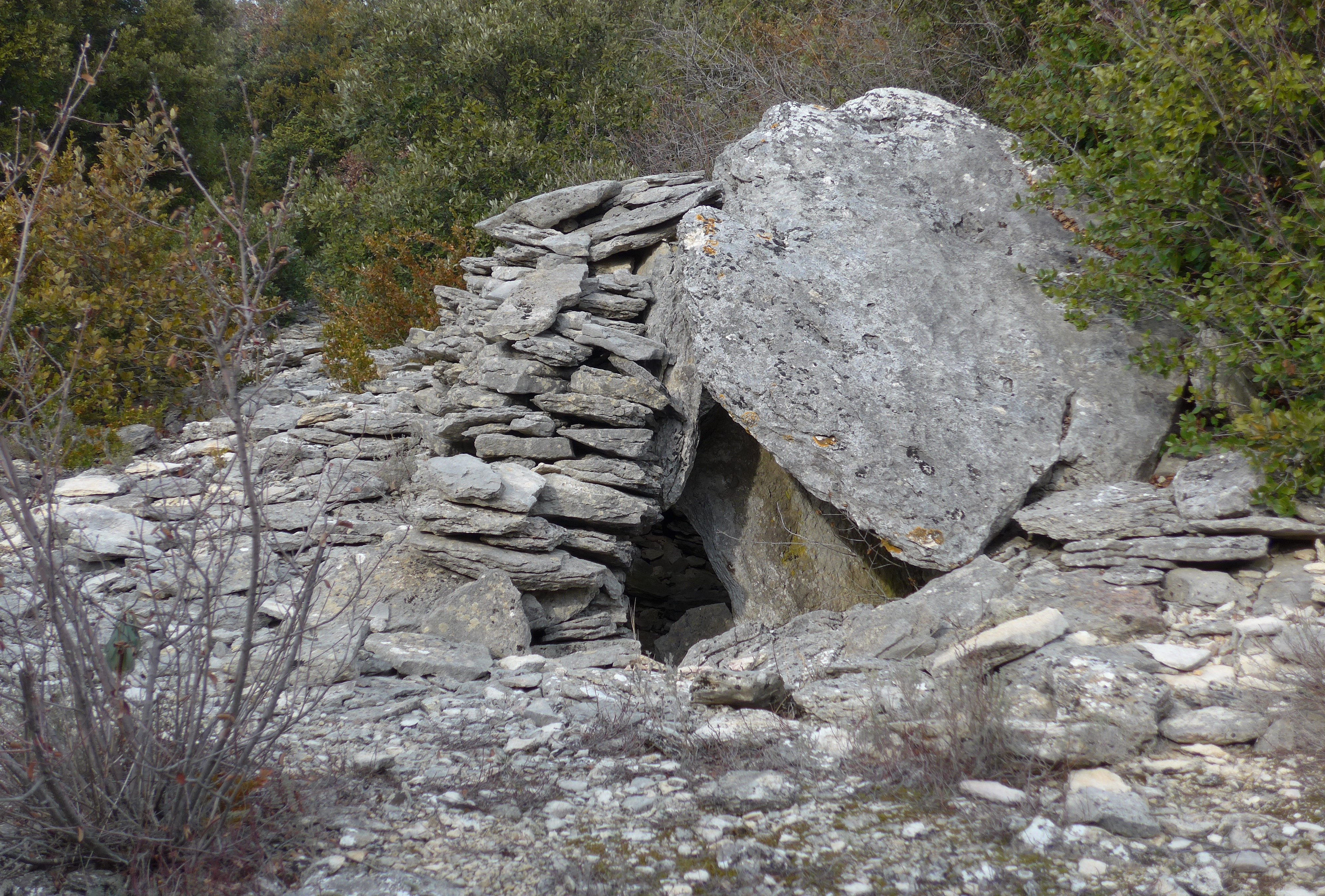
Dolmen du Bois des Géantes no. 6